# Dąbrowa (Kętrzyn)
Dąbrowa ist ein Ort in der polnischen Woiwodschaft Ermland-Masuren. Er gehört zur Gmina Kętrzyn (Landgemeinde Rastenburg) im Powiat Kętrzyński (Kreis Rastenburg).
Dąbrowa liegt am Nordostufer des Jezioro Mój (deutsch Moysee) im Norden der Woiwodschaft Ermland-Masuren, sieben Kilometer nordöstlich der Kreisstadt Kętrzyn (Rastenburg).
|  |

Es handelt sich bei Dąbrowa um eine Osada leśna (= „Waldsiedlung“) mit drei Gebäuden und wohl auch forstwirtschaftlicher Bedeutung. Über die Geschichte des Ortes liegen keinerlei Quellen vor, so auch nicht in Beantwortung der Frage, ob der Ort vor 1945 bereits existierte und einen deutschen Namen führte. 
Dąbrowa liegt im heutigen Bereich der Landgemeinde Kętrzyn (Rastenburg) im Powiat Kętrzyn (Kreis Rastenburg) innerhalb der Woiwodschaft Ermland-Masuren.
Kirchlich gehört der Ort zur römisch-katholischen St. Georgskirche Kętrzyn im Erzbistum Ermland bzw. zur evangelischen St. Johanneskirche Kętrzyn in der Diözese Masuren der Evangelisch-Augsburgischen Kirche in Polen.
Nach Dąbrowa führt jeweils eine Nebenstraße von Nowa Różanka (Neu Rosenthal) bzw. von Gierłoż (Görlitz) kommend. Gierłoż war noch bis 1992 Bahnstation für Personenverkehr und bis 2000 für Güterverkehr an der inzwischen nur noch für touristische Zwecke genutzten Bahnstrecke Kętrzyn–Węgorzewo (deutsch Rastenburg–Angerburg).